# Ulrich Schäfer (Wirtschaftsjournalist)
Ulrich Schäfer (* 16. Juni 1967 in Telgte) ist ein deutscher Journalist, Volleyballtrainer, Content Creator und stellvertretender Chefredakteur der Süddeutschen Zeitung.

## Leben
Schäfer studierte an der Westfälischen Wilhelms-Universität in Münster Volkswirtschaftslehre und in Washington, D.C. Journalismus. Nach seiner Ausbildung an der Henri-Nannen-Schule arbeitete er für das Nachrichtenmagazin Der Spiegel zunächst in der Wirtschaftsredaktion und später im Parlamentsbüro. 1997 erhielt Ulrich Schäfer für seinen Artikel Die neue Gründerzeit den Herbert Quandt Medien-Preis. Zwei Jahre später wurde er mit dem Ludwig-Erhard-Förderpreis für Wirtschaftspublizistik ausgezeichnet. 2003 erhielt Schäfer bei der Süddeutschen Zeitung eine Stelle als stellvertretender Leiter des Parlamentsbüros und leitender Wirtschaftsredakteur. Von 2007 bis 2010 leitete er die SZ-Wirtschaftsredaktion gemeinsam mit Marc Beise. Anschließend war er für drei Jahre Ressortleiter der Regionalausgaben der Süddeutschen Zeitung. Von 2013 bis 2019 bekleidete er wieder mit Beise die Leitung der Wirtschaftsredaktion Anschließend fungierte er ein Jahr lang als Nachrichtenchef und leitete den Newsdesk der SZ, bevor er im Juli 2020 zum stellvertretenden Chefredakteur berufen wurde.

## Werke
- Der Crash des Kapitalismus. Warum die entfesselte Marktwirtschaft scheiterte und was jetzt zu tun ist. Campus Verlag, Frankfurt am Main 2008, ISBN 978-3-593-38854-0.
- Der Angriff. Wie der islamistische Terror unseren Wohlstand sprengt. Campus Verlag, Frankfurt am Main 2011, ISBN 978-3-593-39466-4.
- Deutschland digital. Unsere Antwort auf das Silicon Valley. Zusammen mit Marc Beise. Campus Verlag, Frankfurt am Main 2016, ISBN 978-3-593-50592-3.